# اوژنی دو ساد
اوژنی دو ساد (فرانسوی: Eugénie de Sade‎) که با نام اوژنی شناخته می‌شود، یک فیلم اقتباسی سافت‌کور به کارگردانی خسوس فرانکو و بر پایهٔ یک داستان کوتاه از مارکی دو ساد است که در سال ۱۹۷۰ ساخته شد و در سال ۱۹۷۳ اکران گردید. این فیلم را نباید با دو ساد ۷۰ اشتباه گرفت که هر دو با نام اوژنی شناخته می‌شوند.

## بازیگران
- سوله‌داد میراندا
- پل مولر
- آندرئا مونتکال
- گرتا اشمیت
- آلیس آرنو

## برای مطالعهٔ بیشتر
- Stephen Thrower. Murderous Passions: The Delirious Cinema of Jesús Franco: 1. Strange Attractor Press. 2015.